# Cactoideae
Sous-famille
Les Cactoideae sont la plus grande sous-famille au sein de la famille des Cactaceae (les cactus). Les plantes varient en port, arborescent, arbustif, cespiteux, lianescent, ou épiphyte, variant d'un centimètre à 20 m en hauteur.

## Listes des genres
Selon NCBI (24 juillet 2017) :
- tribu des Blossfeldieae
  - genre Blossfeldia
- tribu des Browningieae
  - genre Armatocereus
  - genre Browningia
  - genre Stetsonia
- tribu des Cacteae
  - genre Acharagma
  - genre Ariocarpus
  - genre Astrophytum
  - genre Aztekium
  - genre Coryphantha
  - genre Cumarinia
  - genre Echinocactus
  - genre Epithelantha
  - genre Escobaria
  - genre Ferocactus
  - genre Geohintonia
  - genre Glandulicactus
  - genre Leuchtenbergia
  - genre Lophophora
  - genre Mammillaria
  - genre Neolloydia
  - genre Obregonia
  - genre Ortegocactus
  - genre Pediocactus
  - genre Pelecyphora
  - genre Sclerocactus
  - genre Stenocactus
  - genre Strombocactus
  - genre Thelocactus
  - genre Turbinicarpus
- tribu des Cereeae
  - genre Arrojadoa
  - genre Brasilicereus
  - genre Cereus
  - genre Cipocereus
  - genre Coleocephalocereus
  - genre Melocactus
  - genre Micranthocereus
  - genre Monvillea
  - genre Praecereus
  - genre Uebelmannia
  - genre Yavia
- tribu des Echinocereeae
  - genre Acanthocereus
  - genre Austrocactus
  - genre Bergerocactus
  - genre Carnegiea
  - genre Castellanosia
  - genre Cephalocereus
  - genre Corryocactus
  - genre Dendrocereus
  - genre Echinocereus
  - genre Escontria
  - genre Eulychnia
  - genre Jasminocereus
  - genre Lemaireocereus
  - genre Leptocereus
  - genre Lophocereus
  - genre Mitrocereus
  - genre Myrtillocactus
  - genre Neobuxbaumia
  - genre Neoraimondia
  - genre Pachycereus
  - genre Peniocereus
  - genre Pfeiffera
  - genre Pilosocereus
  - genre Polaskia
  - genre Pseudoacanthocereus
  - genre Pseudomitrocereus
  - genre Pterocereus
  - genre Stenocereus
  - genre Stephanocereus
  - genre Strophocactus
- tribu des Hylocereeae
  - genre Deamia
  - genre Disocactus
  - genre Epiphyllum
  - genre Hylocereus
  - genre Pseudorhipsalis
  - genre Selenicereus
  - genre Weberocereus
- tribu des Lymanbensonieae
  - genre Calymmanthium
  - genre Lymanbensonia
- tribu des Notocacteae
  - genre Cintia
  - genre Copiapoa
  - genre Eriosyce
  - genre Frailea
  - genre Neowerdermannia
  - genre Notocactus
  - genre Parodia
  - genre Thelocephala
- tribu des Rhipsalideae
  - genre Hatiora
  - genre Lepismium
  - genre Rhipsalis
  - genre Schlumbergera
- tribu des Trichocereeae
  - genre Acanthocalycium
  - genre Arthrocereus
  - genre Aylostera
  - genre Brachycereus
  - genre Cephalocleistocactus
  - genre Cleistocactus
  - genre Denmoza
  - genre Discocactus
  - genre Echinopsis
  - genre Espostoa
  - genre Espostoopsis
  - genre Facheiroa
  - genre Gymnocalycium
  - genre Haageocereus
  - genre Harrisia
  - genre Lasiocereus
  - genre Leocereus
  - genre Lobivia
  - genre Matucana
  - genre Mila
  - genre Oreocereus
  - genre Oroya
  - genre Pygmaeocereus
  - genre Rauhocereus
  - genre Rebutia
  - genre Reicheocactus
  - genre Samaipaticereus
  - genre Sulcorebutia
  - genre Trichocereus
  - genre Weberbauerocereus
  - genre Weingartia
  - genre Yungasocereus